# Gustav Jaenecke
Gustav Jaenecke   (Charlottenburg, 22 de maig de 1908 - Bonn, 30 de maig de 1985), també Jänecke, va ser un jugador d'hoquei sobre gel i tennista alemany que va competir entre les dècades de 1920 i 1940.

## Jugador d'hoquei sobre gel
Durant la seva carrera esportiva va prendre part en tres edicions dels Jocs Olímpics d'Hivern, el 1928, 1932 i 1936. El millor resultat el va aconseguir als Jocs de Lake Placid de 1932, on guanyà la medalla de bronze en la competició d'hoquei sobre gel. El 1928 fou vuitè i el 1936 cinquè.
A nivell de clubs amb el amb el Berliner SC/SC Brandenburg guanyà deu campionats nacionals i amb el SC Riessersee en va guanyar tres més. El 1939 va publicar la seva autobiografia Jagd hinter dem Puck.
El 1998 fou inclòs a l'International Ice Hockey Federation Hall of Fame.

## Jugador de tennis
El 1931 jugà la final del Campionat d'Alemanya de tennis, que va perdre davant Roderich Menzel. El 1932 jugà amb Alemanya la final de la zona Europea de l'International Lawn Tennis Challenge,  alhora que guanyà el Campionat d'Alemanya de Tennis individual. El 1935 va tornar a ser subcampió del títol nacional, que perdé davant Gottfried von Cramm.